# Oktawian Marek Bulanowski
Oktawian Marek Syriusz Bulanowski (ur. 17 sierpnia 1962 w Krakowie) – poeta, teoretyk literatury, tłumacz.
Absolwent studiów teatrologicznych na Uniwersytecie Jagiellońskim w Krakowie. Autor pięciu tomików poetyckich, przekładów z języka angielskiego i francuskiego m.in. Jacques'a Derridy. Współpracuje z literackim portalem internetowym www.techsty.pl. Prowadzi wydawnictwo Prof.-Net. W swoich badaniach literaturoznawczych, jak i oryginalnej twórczości literackiej, wiele uwagi poświęca zjawisku hipertekstualności, wpływowi zapisu graficznego na przekaz komunikacyjny i jego znaczenie. Zajmuje się spuścizną po działalności teatralnej i parateatralnej Jerzego Grotowskiego.

## Tomiki poetyckie
- Liczba 1, Kraków 2000,
- Koncert na wiersze solo, Kraków 2004,
- Sms-y z dnia na dzień. Książka dla wszystkich i dla nikogo, Kraków 2006,
- Olśnienia alfabetyczne, Kraków 2010, ISBN 83-7606-187-0
- Nazywam się Niebieski, Kraków 2011.
- Twitteratura na pohybel cwaniakom, Kraków 2019.
- Oskarżam, Kraków 2020